# Liberian Girl
A Liberian Girl Michael Jackson amerikai énekes dala. 1989 júliusában jelent meg Jackson Bad című albumának kilencedik kislemezeként. Szerzője Jackson, producere Jackson és Quincy Jones. A dal 1983 körül íródott, és tervezték, hogy megjelentetik a The Jacksons Victory című albumán. Átdolgozva került fel 1987-ben a Bad albumra.
A dal elején hallható szöveget (Naku penda pia, naku taka pia, Mpenziwe! – „Én is szeretlek, én is kívánlak, szerelmem”) Letta Mbulu dél-afrikai énekesnő mondja, és szuahéli nyelven van, bár ezt nem Libériában, hanem Afrika ellenkező oldalán beszélik.

## Videóklip
A dal videóklipjét Jim Yukich rendezte, és Jackson híres barátai szerepelnek benne, akik arra várnak, hogy megkezdődjön a klip forgatása, és nem tudják, hogy már elkezdődött, és veszi őket a kamera. A klip végén ebben a sorrendben sorolják fel őket:
- Beverly Johnson
- Malcolm-Jamal Warner
- Sherman Hemsley
- Brigitte Nielsen
- Paula Abdul
- Carl Weathers
- Whoopi Goldberg
- Quincy Jones
- Jackie Collins
- Amy Irving
- Jasmine Guy
- Rosanna Arquette
- Lou Diamond Phillips
- Olivia Newton-John
- John Travolta
- Corey Feldman
- Steven Spielberg
- Debbie Gibson
- Rick Schroder
- Blair Underwood
- „Weird Al” Yankovic
- Bubbles, a csimpánz
- Suzanne Somers
- Lou Ferrigno
- Don King és fia
- Mayim Bialik
- Virginia Madsen
- David Copperfield
- Billy Dee Williams
- Richard és Emily Dreyfuss
- Danny Glover
- Olivia Hussey
- Dan Aykroyd
- Steve Guttenberg

A klip felkerült a HIStory on Film, Volume II és a Michael Jackson’s Vision DVD-kre.

## Számlista
7" kislemez
1. Liberian Girl (Edit) – 3:40
2. Girlfriend – 3:05

12" kislemez
1. Liberian Girl (Edit) – 3:40
2. Get on the Floor – 4:44
3. Girlfriend – 3:05

CD kislemez
1. Liberian Girl (Edit) – 3:40
2. Girlfriend – 3:05
3. The Lady in My Life – 5:00
4. Get on the Floor – 4:44

DualDisc (kiadatlan)
CD oldal
1. Liberian Girl – 3:40

DVD oldal
1. Liberian Girl (Edit) (audio) – 3:40
2. Liberian Girl (videóklip)

## Helyezések
| Slágerlista (1989)              | Legmagasabb helyezés |
| ------------------------------- | -------------------- |
| Ausztrál kislemezlista          | 50                   |
| Brit kislemezlista              | 13                   |
| Holland kislemezlista           | 14                   |
| Francia kislemezlista           | 15                   |
| Ír kislemezlista                | 1                    |
| Svájci kislemezlista            | 12                   |
| Slágerlista (2009)              | Legmagasabb helyezés |
| Brit kislemezlista              | 86                   |
| Francia digitális kislemezlista | 34                   |
| Svájci kislemezlista            | 36                   |

## Feldolgozások
- 1990-ben Chico Freeman amerikai dzsessz-zenész instrumentális dzsesszváltozatban dolgozta fel You’ll Know When You Get There című albumán.[4]
- 1996-ban MC Lyte hiphop-előadó felhasznált belőle egy részletet Keep On, Keepin’ On című, az Xscape együttessel közös dalához. A dal először a Sunset Park című film filmzenealbumán jelent meg, később MC Lyte ötödik, Bad As I Wanna B című albumán.[5]
- 1999-ben Jennifer Lopez amerikai énekesnő If You Had My Love című dalának egy remixe, a Dark Child Master Mix felhasznált egy részletet a dalból.[6]
- 2Pac amerikai rapper 2001-ben megjelent két dalában, a Letter 2 My Unborn[7] és a The Thug in Me címűekben is szerepel belőle egy részlet.[8]
- 2007-ben Roi Heenok kanadai rapper használt fel belőle egy részletet La Coka Coka című dalában, ami Cocaïno Rap Musique: Volume 1 című albumán jelent meg.[9]